# Падуледа (Олбија-Темпио)
Падуледа је насеље у Италији у округу Сасари, региону Сардинија.
Према процени из 2011. у насељу је живело 204 становника. Насеље се налази на надморској висини од 194 м.